# Immergrünes Geißblatt
Das Immergrüne Geißblatt (Lonicera acuminata) ist eine Pflanzenart in der Familie der Geißblattgewächse aus China bis nach Südostasien und Indien. In der Schweiz wurde sie in die Schwarze Liste der invasiven Neophyten aufgenommen.

## Beschreibung
Lonicera acuminata wächst als mehrere Meter hohe, halbimmergrüne und schnellwüchsige, verholzende und schlingende Kletterpflanze. Die Stängel, Blatt- und Blütenstandsstiele sind meist behaart. Die Stängel verhohlen gewöhnlich.
Die gegenständigen oder manchmal wirtelig zu dritt angeordneten, einfachen Laubblätter sind kurz gestielt und ganzrandig. Die mehr oder weniger, vor allem auf der Mittelader, borstigen bis kahlen und ledrigen Blätter mit oft etwas bewimpertem Rand messen 2,5 bis 13 Zentimeter in der Länge und 1,3 bis 4,5 Zentimeter in der Breite. Sie sind eiförmig bis -lanzettlich oder verkehrt-eiförmig, -eilanzettlich, zum kurzen 2 bis 15 Millimeter langen Blattstiel hin spitz bis abgerundet und öfters leicht herzförmig und am Ende spitz bis zugespitzt. Zur Abregelung der Verdunstungsrate können die Blätter auch etwas eingerollt werden.
Die duftenden, zwittrigen, schmal trichterförmigen, fünfzähligen und rötlichen bis purpurfarbenen oder gelben Blüten mit doppelter Blütenhülle erscheinen meist in lang gestielten, knapp verwachsenen bis freien, sitzenden Paaren, seltener in kleinen Rispen, achselständig an den Zweigenden. Es sind bei den Blüten jeweils Trag- und Vorblätter vorhanden. Der kleine, fast kahle Blütenbecher ist krugförmig mit kleinen Kelchzähnchen und die Krone ist zweilippig, mit einem zurückgelegten, zungenförmigen Lappen. Die lange Kronröhre ist innen und außen mehr oder weniger behaart. Der dreikammerige Fruchtknoten ist unterständig mit einem langen, festen, mehr oder weniger behaartem Griffel mit großer, kopfiger Narbe. Die fünf Staubblätter sind etwa so lang wie die Krone und die Staubfäden sind im unteren Teil teils behaart. Es sind in einer Aussackung unten in der Kronröhre Nektarien vorhanden.
Die Pflanzen blühen zwischen Mai und Juli und tragen im Oktober und November 4–6 Millimeter große, rundliche bis eiförmige, „bereifte“ und blauschwarze, glatte, mehrsamige Beeren mit Kelchresten an der Spitze. Die flachen, furchigen und etwa 4 Millimeter langen Samen sind elliptisch bis länglich.

## Taxonomie
Die Taxonomie dieser sehr variablen Art ist nicht zufriedenstellend geklärt. Die wissenschaftliche Erstbeschreibung von Nathaniel Wallich wurde 1824 durch William Roxburgh in Flora indica 2 auf Seite 176 veröffentlicht. Teils werden Lonicera henryi und giraldii als getrennte Arten geführt.

## Ökologie
Der Blütennektar zieht Insekten und Kolibris, die Beerenfrüchte Vögel an. Die Pflanzen können von Mehltau, Blattläusen und Thripsen befallen werden. Die Art wird für insekten- und vogelfreundliche Wandbegrünung verwendet. Der reiche Gehalt an pharmakologisch aktiven Inhaltsstoffen ähnelt dem anderer Heckenkirschen (Vitamin C, Polyphenole, Flavonoide, Peroxidasen, Katalase, Superoxiddismutase) und entfaltet nützliche antioxidative und Radikalfängereffekte. Sie kann auch über Stecklinge vermehrt werden, wobei das Phytohormon 1-Aminobenzotriazol (ABT1) die Bewurzelung erheblich verbessert.

## Verbreitung
Sie wächst auf neutralen bis alkalischen Böden bis auf 3200 Meter. Ihr Ursprung liegt in Westchina, Tibet, Nepal, Bhutan, Indien und in den asiatischen Tropen. Weltweite Kultivierung hat zu Spontanvorkommen an anderen Orten geführt.